# Harry Potter i Darovi smrti
 Ovo je glavno značenje pojma Harry Potter i Darovi smrti. Za druga značenja pogledajte Harry Potter i Darovi smrti (razdvojba).
Harry Potter i Darovi smrti, originalnog naslova Harry Potter and the Deathly Hallows sedmi je i ujedno posljednji roman iz serije o Harryju Potteru britanske spisateljice J. K. Rowling. Knjiga je u prodaju puštena 21. srpnja 2007. i time je zaključena serija koja je započela izdavanjem knjige Harry Potter i Kamen mudraca 10 godina ranije, odnosno 1997. godine. Ova, posljednja, knjiga opisuje događaje koji su uslijedili neposredno nakon prethodne knjige u seriji, Harry Potter i Princ miješane krvi (2005.), a koji vode do dugo očekivane posljednje bitke između Harryja Pottera i njegovih saveznika te nikad moćnijeg Lorda Voldemorta i njegovih podanika, Smrtonoša.
Knjigu je u Ujedinjenom Kraljevstvu objavio Bloomsbury Publishing, u SAD-u Scholastic Press, a u Kanadi Raincoast Books. Puštena je u prodaju u 93 zemlje. Knjiga je oborila rekord prodaje postavši najbrže prodavana knjiga ikada - u prva 24 sata prodana je u 11 milijuna primjeraka. Prije toga rekord je, s 9 milijuna primjeraka prodanih u prvom danu, držao Princ miješane krvi. Hrvatski prijevod knjige, u izdanju Algoritma, izašao je 26. listopada 2007.

## Radnja

### Odlazak od Dursleyjevih
Lord Voldemort i njegovi sljedbenici planiraju kako zaskočiti Harryja Pottera koji upravo treba napustiti Kalinin prilaz i to malo prije nego što na njegov 17. rođendan nestane zaštita koju mu pruža dom Dursleyjevih. Članovi Reda feniksa dolaze kako bi preselili Harryja i Dursleyjeve na odvojene sigurne lokacije. Prije odlaska Dudley iznenadno izražava svoju zahvalnost prema Harryju zato što ga je ovaj spasio od dementora.[HP5] Članovi Reda prate Harryja do sigurne lokacije, ali unatoč korištenju šest Harryjevih dvojnika, pravi je Harry otkriven zbog uporabe čarolije razoružavanja (Expelliarmus) na Stanu Shunpikeu te ga napadaju Voldemort i njegovi smrtonoše. Harry i ostali uspijevaju pobjeći u Jazbinu, iako su tijekom puta ubijeni Hedwiga i Divljooki Moody.
Ministar magije, Rufus Scrimgeour, stiže kao izvršitelj oporuke Albusa Dumbledorea - Ron Weasley dobiva Dumbledoreov deluminator, Hermiona Granger dobiva knjigu bajki, a Harry nasljeđuje mač Godrica Gryffindora i zvrčku koju je uhvatio na svojoj prvoj metlobojskoj utakmici. Ipak, Ministarstvo zadržava mač; Scrimgeour ga ocjenjuje kao važan povijesni artefakt pa ga zbog toga Harry ne može dobiti.

### Potraga za horkruksima
Tijekom svadbenog prijema Billa Weasleyja i Fleur Delacour, Kingsley Shacklebolt pomoću patronusa šalje upozorenje  "Ministarstvo je palo. Scrimgeour je mrtav. Dolaze." Harry, Ron i Hermiona bježe dezaparatirajući se, a sklanjaju se u napuštenoj kući obitelji Black. Tamo Harry primjećuje da pokojni brat Siriusa Blacka (i bivši Smrtonoša) Regulus ima iste inicijale kao i "R.A.B." koji je uzeo horkruks skriven u špilji.[HP6]Hermiona se prisjeća kako je jednom u kući vidjela medaljon, a Harry ispituje Mundungusa Fletchera koji priznaje da je ukrao medaljon i njime podmitio Dolores Umbridge. Sigurni da se radi o horkruksu, uspijevaju se infiltrirati u Ministarstvo magije, koje sada kontroliraju smrtonoše, koristeći se višesokovnim napitkom. Bježe s medaljonom, ali ga ne mogu uništiti.
Kad je njihovo skrovište na Grimmauldovom trgu otkriveno, trio bježi. Nakon nekoliko mjeseci, načuju da je Gryffindorov mač u trezoru obitelji Lestrange u Gringottsu, ali i da Ministarstvo nije svjesno toga da se radi o kopiji; lokacija pravog mača je nepoznata. Harry zna da mač može uništiti horkrukse i želi ga pronaći. Ron, frustriran činjenicom da Harry nema pravi plan kako bi našao horkrukse ili mač te u strahu zbog sigurnosti svoje obitelji, odluči otići. Harry i Hermiona odlaze u Godricov dol, nadajući se da je Dumbledore tamo sakrio mač. Međutim, napadnu ih Voldemort i njegova zmija Nagini. Tijekom bijega Hermiona slučajno slomi Harryjev čarobni štapić.
Jedne noći, patronus u obliku srne pojavi se u blizini njihovog šatora i vodi Harryja do Gryffindorovog pravog mača. Dok ga Harry pokušava uzeti iz zaleđenog jezerca medaljon horkruks stisnuo se oko njegovog vrata, gotovo ga ugušivši. Ron se vraća i spašava Harryja te pomoću mača uništava horkruks. Ron upozorava da je Voldemortovo ime sada ukleto - izgovaranje imena poništava sve zaštitne čarolije te tako dopušta Voldemortovim saveznicima da ih nađu.

### Darovi smrti
Trio odlazi k Xenophiliusu Lovegoodu, Luninom ocu, kako bi ga pitali što znači simbol kojeg su vidjeli u Hermioninoj knjizi bajki. Xenophilius objašnjava da simbol predstavlja Darove smrti, tri legendarna predmeta koja pokoravaju smrt: Vrhovni ili bazgov štapić (Elder Wand), Kamen uskrsnuća (Resurrection Stone) i Plašt nevidljivosti. Kad ga pritisnu pitanjem o Luninoj odsutnosti, Xenophilius priznaje da su je oteli smrtonoše; on obavijesti Ministarstvo da je trio u njegovom domu, ali oni uspijevaju pobjeći.
Pljačkaši (Snatchers; lovci na nagrade) zarobljavaju trio nakon što je Harry nenamjerno izgovorio Voldemortovo ime. Zarobljeni su u domu obitelji Malfoy, zajedno s Lunom Lovegood, Deanom Thomasom, Ollivanderom i goblinom Griphookom. Našavši Gryffindorov mač među njihovim stvarima, Bellatrix Lestrange posumnja da su oni provalili u njezin trezor u Gringottsu te muči Hermionu kako bi došla do informacija. Dobby se aparatira u podrum u kojem se nalaze zatočenici kako bi ih spasio. Peter Pettigrew ulazi u podrum kako otkrio izvor buke, ali dok pokušava ugušiti Harryja ovaj ga podsjeti da mu duguje svoj život[HP2]pa Pettigrew olabavljuje stisak; njegova se vlastita srebrna ruka, u odmazdi, okreće protiv njega te ga zadavi. Harry i Ron žure iz podruma kako bi spasili Hermionu. Harry razoružava Bellatrix i Draca i uzima njihove čarobne štapiće. Zajedno s Dobbyjem trio se aparatira u dom Billa Weasleyja i Fleur Delacour. Dok bježe, Bellatrix smrtno rani Dobbyja pogodivši ga srebrnim bodežom u prsa.
Tijekom boravka u kolibi, Ollivander potvrđuje postojanje Bazgovog štapića (Elder Wand) i kaže da taj štapić može promijeniti svoju odanost ako je prijašnji vlasnik pobijeđen ili razoružan. Bellatrixino ponašanje uvjerava trio da je jedan od horkruksa skriven u trezoru Lestrangeovih. Uz Griphookovu pomoć uspijevaju doći do trezora i uzeti horkruks - pehar Helge Hufflepuff; Griphook uzima Gryffindorov mač, a trio jedva uspijeva pobjeći. Voldemort sada shvaća da se njegovi horkruksi uništavaju, a veza njegova uma s Harryjevim otkriva da je jedan skriven i u Hogwartsu. Harry ubrzo otkriva da se radi o dijademi Rowene Ravenclaw.

### Bitka za Hogwarts
Triu pri ulasku u Hogwarts pomaže Aberforth Dumbledore. Harry obavještava profesore o skoroj Voldemortovoj invaziji. Red feniksa, Dumbledoreova Armija i bivši učenici dolaze, a Voldemortovi saveznici napadaju; među mnogim žrtvama su i: Fred Weasley, Remus Lupin, Nymphadora Tonks i Colin Creevey. U međuvremenu, Ron i Hermiona ulaze u Odaju tajni kako bi uzeli baziliskove očnjake, a Hermiona je pomoću jednoga od njih uništila Hufflepuffkin pehar. Harry se prisjeća da je vidio dijademu u Sobi potrebe.[HP6]Ponovno zajedno, trio se suočava s Dracom, Crabbeom i Goyleom. Crabbeova čarolija vatre kreće po zlu. Trio uspijeva pobjeći i spasiti Draca i Goyle. Crabbe umire u požaru, a dijadema je uništena.
Harry, Ron i Hermiona ušuljaju se u Vrištavu daščaru gdje čuju Voldemorta kako govori Snapeu da vjeruje kako je ovaj pravi gospodar Vrhovnog štapića (Elder Wand) zato što je ubio njegovog prijašnjeg vlasnika, Dumbledorea.[HP6]Uvjeren da će Snapeova smrt uzrokovati prelazak odanosti čarobnog štapića na njega, Voldemort naređuje Nagini da ubije Snapea i zatim odlazi. Snape na samrti daje Harryju svoja sjećanja; ona otkrivaju da je Snape bio odan Dumbledoreu, a motiviran svojom dugogodišnjom ljubavi prema Lily Potter, Harryjevoj majci. Dumbledore, koji je osuđen na smrt odkad je na njega djelovala kletva s Gauntovog prstena, horkruksa, naređuje Snapeu da ga ubije, ako se to pokaže potrebnim, kako bi poštedio Draca izvršavanja zadatka kojeg mu je namijenio Voldemort.[HP6]Upravo je Snape poslao patronusa koji je odveo Harryja do Gryffindorovog mača. Sjećanja također otkrivaju da je i sam Harry horkruks; Voldemort ne može umrijeti dok je Harry živ.
Prepustivši se svojoj sudbini, Harry odlazi u Zabranjenu šumu gdje ga Voldemort čeka. Otvara zvrčku i u njoj otkriva Kamen uskrsnuća (Resurrection Stone) te priziva duhove svojih roditelja, Siriusa Blacka i Remusa Lupina, koji mu pružaju utjehu te ga prate do mjesta gdje se nalazi Voldemort. Harry zatim dopušta Voldemortu da na njega baci kletvu Avada Kedavra. Budi se dvojeći je li živ ili mrtav. Pojavljuje se Albus Dumbledore i objašnjava da, baš kao što Voldemort ne može umrijeti dok komadić njegove duše prebiva u Harryju, Harry ne može biti ubijen dok njegova krv teče Voldemortovim žilama. Voldemortov komadić duše u Harryju biva uništen ubojitom kletvom. Harry dobiva mogućnost izvora da "krene dalje" ili da se vrati među žive.
Harry se vraća u život, iako se pretvara da je mrtav, te ga donose pred Hogwarts kao trofej Voldemortove vojske. Dok se borba nastavlja Harry se neprimjetno pokriva plaštom nevidljivosti. Neville izvlači Gryffindorov mač iz Razredbenog klobuka i odsijeca Nagini glavu, uništavajući tako posljednji horkruks. U nastavku bitke Molly Weasley baca kletvu na Bellatrix Lestrange, nakon što ova zamalo ubije Ginny, i ubija ju. Harry i Voldemort se suočavaju, a Harry zna da Voldemort nije pravi vlasnik Bazgovog štapića (Elder Wand). Kad je Draco Malfoy razoružao Dumbledorea na vrhu Astronomske kule, nehotice je osvojio odanost štapića; kad je Harry kasnije razoružavanjem došao do Dracovog čarobnog štapića, on je postao njegov novi gospodar. Voldemort baca kletvu Avada Kedavra, a Harry istovremeno baca čaroliju Expelliarmus, ali štiteći svog pravog gospodara, Bazgov štapić odbija Voldemortovu kletvu te ga pritom ubija.
Nakon bitke, Harry posjećuje Dumbledoreov portret. Kaže mu da će zadržati plašt nevidljivosti, ali, kako bi spriječio ujedinjavanje Relikvija smrti, Kamen uskrnuća (Resurrection Stone) ostat će tamo gdje mu je i pao, u Zabranjenoj šumi, dok će Bazgov štapić (Elder Wand) biti vraćen u Dumbledoreovu grobnicu. Ako Harry umre nepobijeđen, moć Bazgovog štapića nestat će s njegovom smrću. Prije vraćanja čarobnog štapića u grobnicu, Harry ga koristi kako bi popravio vlastiti štapić.

### Epilog
Devetnaest godina kasnije, Harry je oženjen s Ginny Weasley, i ima troje djece: Jamesa Siriusa, Albusa Severusa i Lily Lunu. Ron i Hermiona su također u braku i imaju dvoje djece, Rose i Huga. Obitelji se susreću na željezničkom kolodvoru King's Cross, odakle nervozni Albus kreće na prvu godinu školovanja u Hogwartsu. James je najstariji i već upoznat sa školom, dok će Lily svoje školovanje započeti tek za dvije godine. Harryjevo devetnaestogodišnje kumče, Teddy Lupin, viđen je kako ljubi Victoire Weasley (Billovu i Fleurinu kći) u jednom od odjeljaka u vlaku. Teddy je veoma blizak obitelji Potter. Harry primjećuje Draca Malfoyja, njegovu neimenovanu suprugu i njihovog sina, Scorpiusa; Malfoy pozdravlja Harryja kratkim klimanje glave i odlazi. Harry tješi Albusa, koji je zabrinut zato što bi mogao biti svrstan u Slytherine, govoreći mu kako je njegov imenjak, Severus Snape, bio Slytherin i vjerojatno najhrabriji čovjek kojeg je ikada sreo. Dodaje i da Razredbeni klobuk uzima u obzir i vlastiti izbor svake osobe. Neville Longbottom sada je profesor Travarstva u Hogwartsu i bliski je prijatelj obitelji Potter.

## Komentar i dodatak J. K. Rowling
U intervjuu i chatu Rowling je dala dodatne informacije o budućnosti glavnih likova, a koje je odlučila izostaviti u epilogu knjige.
- Harry je postao Auror, a kasnije i, po Kingsleyjevoj preporuci, šef odjela Aurora pri Ministarstvu magije. Posjeduje Siriusov motor kojeg je Arthur Weasley uspio popraviti. U braku je s Ginny Weasley. Zbog uništenje djelića Voldemortove duše koja je prebivala u njemu, Harry više ne govori parselski.
- Ginny Weasley neko je vrijeme igrala metloboj za Harpije iz Holyheada, a zatim je ostavila sportsku karijeru zbog braka i obitelji s Harryjem. Postala je glavni dopisnik za metloboj u Dnevnom proroku.
- Ron radi s Georgeom u njihovoj trgovini, Weasleyjevi čarozezi, a postao je i Auror. U braku je s Hermionom.
- Hermiona je započela karijeru u Ministarstvu magije u Odjelu za za regulaciju i kontrolu magičnih stvorenja te je značajno poboljšala život kućnih vilenjaka, ali je kasnije prešla u Odjel magijskog pravosuđa; pomogla je u iskorjenjivanju tiranskih zakona o čistokrvnosti čarobnjaka. U braku je s Ronom. Uspjela je pronaći svoje roditelje i poništiti čaroliju promjene pamćenja koju je bacila na njih. Usto ona se jedina od trija vratila u Hogwarts nastaviti sedmu godinu školovanja.
- Voldemortovi grijesi bili su preteški za njega da bi postao duh.
- Luna Lovegood postala je prirodoslovka te putuje svijetom tražeći čudna i jedinstvena stvorenja. Udala se za Rolfa, unuka Newta Scamandera - pisca "Čudesne zvijeri i gdje ih naći".
- Draco Malfoy oženio se za Astoriu Greengrass, mlađu sestru njegove bivše razredne kolegice iz Slytherina Daphne Greengrass. Imaju sina Scorpiusa.
- George Weasley veoma uspješno vodi trgovinu psina s Ronom. Oženio se za igračicu metloboja Angelinu Johnson. Imaju dvoje djece: sina Freda i kćer Roxanne.
- Dudley Dursley se oženio i ima djecu. Ostao je s Harryjem u dobrim odnosima.
- Dom Slytherina je oslabio i više ne prima samo čistokrvne čarobnjake. Unatoč tome, još je uvijek prisutna njegova mračna reputacija.
- Voldemortova je kletva bačena na mjesto profesora Obrane od mračnih sila nestala s njegovom smrću te postoji stalni (neimenovani) profesor Obrane od mračnih sila. Profesorica McGonagall, koja je kratko bila v.d. ravnatelja, nije preuzela to mjesto nakon Snapea. Na to je mjesto imenovan nepoznati ravnatelj.
- Firenzo se vratio u svoje krdo kentaura koje je priznalo da njegova učenja u korist ljudima nisu sramotna nego časna.
- Kingsley Shacklebolt postao je ministar magije. Jedna od promjena koju je uveo kao novi ministar je da Azkaban više ne koristi dementore kao čuvare.
- Percy Weasley je visoki dužnosnik u Ministarstvu. Oženio se za ženu zvanu Audrey i imaju dvije kćeri Molly i Lucy.
- Cho Chang se udala za bezjaka (Dudleyja Dursleya)
- Viktor Krum našao je svoju ljubav u rodnoj mu Bugarskoj.
- Neville Longbottom se oženio za Hannah Abbott i radi kao profesor travarstva u Hogwartsu.
- Bill i Fleur Weasley imaju ukupno troje djece: mlađeg sina Louisa i dvije kćeri Dominique i Victoire.[6]
- Dolores Umbridge je uhićena, ispitana i zatvorena zbog svojih zločina protiv čarobnjaka rođenih u bezjačkim obiteljima.

## Prije izlaska knjige

### Izbor naslova
Nedugo prije objave naslova, J. K. Rowling je izjavila da je razmišljala o dva različita naslova za knjigu. Konačni naslov, "Harry Potter and the Deathly Hallows" ("Harry Potter i Darovi smrti") objavljen je 21. prosinca 2006., a do njega se moglo doći rješavanjem posebne igre vješala božićne tematike na njezinoj web stranici. Nedugo nakon toga naslov su potvrdili i izdavači. Taj je datum pobudio interes zbog dva proročanstva iz Harryja Pottera i Reda Feniksa koja kažu: "... u vrijeme solsticija doći će novi ..." "... ali poslije toga nitko više ..."
Sintagma "Deathly Hallows" zaštićena je pod imenom "Stone Connect (UK) Limited" 5. prosinca 2006., zajedno s još pet sintagmi. Kasnije je zanijekano da se o bilo kojoj od drugih sintagmi razmišljalo kao o naslovu knjige. Riječ "hallows" već se pojavljivala u sintagmama koje su registrirali predstavnici Warner Brothersa prije izlaska Harryja Pottera i Princa miješane krvi. Sintagme "Hallows of Hogwarts" i "Hogwarts Hallows" zaštitio je Seabottom Productions Ltd u razdoblju od 2003. do 2004., među mnogim drugim lažnim naslovima. Kad su ju na chatu nakon izlaska sedme knjige upitali koji su drugi naslovi o kojima je razmišljala, Rowling je spomenula "Harry Potter and the Elder Wand" i "Harry Potter and the Peverell Quest".

### Rowling o završavanju knjige
Rowling je izjavila da je posljednje poglavlje knjige napisala "negdje oko 1990." 1999. otkrila je da će zadnja riječ biti "ožiljak" (scar). Međutim, otkrila je da ga je stalno iznova pisala i nadopunjavala; tako se u jednom trenutku riječ "ožiljak" pojavila u posljednjoj rečenici teksta, ali nije bila posljednja riječ. Konačna verzija knjige sadrži riječ "ožiljak" u pretposljednjoj rečenici, a posljednje su riječi "Sve je bilo dobro." (All was well.). Rowling je knjigu završila u siječnju 2007., a na svojoj je web stranici izjavila: "Nikad u životu nisam osjećala takvu pomiješanost ekstremnih osjećaja, nikad nisam ni sanjala o tome da bih se istovremeno mogla osjećati kao da mi je slomljeno srce i euforično." Usporedila je svoje izmiješane osjećaje s onima koje je Charles Dickens opisao u predgovoru izdanja Davida Copperfielda iz 1850., "dvogodišnji stvaralački zadatak." "Na što", dodala je, "mogu samo uzdahnuti, probaj sa sedamnaest godina, Charles..." Poruku je završila riječima: "Darovi smrti su mi najdraža [knjiga], i to je najljepši način da završim serijal."

### "Curenja" na internetu
U tjednu prije izlaska knjige, pojavio se velik broj tekstova za koje se tvrdilo da se radi o pravoj knjizi koja je "procurila" u javnost. 16. srpnja na Internetu su se pojavile fotografije svih 759 stranica američkog izdanja te je prije službenog datuma izlaska u potpunosti završen njihov transkript. Fotografije su se kasnije pojavile na web stranicama i peer-to-peer mrežama, zbog čega je Scholastic tražio i pozivanja na sud kako bi se otkrio jedan izvor. To je bilo najozbiljnije kršenje sigurnosnih pravila u povijesti serijala o Harryju Potteru.

## Prodaja
21. srpnja 2007., sva izdanja na engleskom jeziku, osim američkog i kanadskog, puštena su u prodaju minutu nakon ponoći (00.01) po GMT-u; američko i kanadsko izdanje pušteno je u prodaju minutu nakon ponoći (00.01) po lokalnom vremenu. Knjiga je na engleskom jeziku izašla u 93 države.
Prvoga dana knjiga je prodana u 11 milijuna primjeraka u Ujedinjenom Kraljevstvu i SAD-u te je time oboren rekord od 9 milijuna prodanih primjeraka koji je do tada držala šesta knjiga. U SAD-u je tijekom prva 24 sata prodano 8,3 milijuna primjeraka knjige s tvrdim koricama te je time oboren rekord od 6,9 milijuna koji je postavila šesta knjiga. Također, u Njemačkoj je u prva 24 sata prodano 400 000 primjeraka knjige, svih 250 000 kopija u Nizozemskoj i Belgiji, 170 000 u Indiji i nešto više od 573 000 kopija u Australiji, dok je u Kanadi u prva dva dana knjiga prodana u 800 000 primjeraka.
U Hrvatskoj je u prvih dvadesetak minuta, u trgovinama Algoritma, distributera knjige za Hrvatsku, prodano više od 1000 primjeraka knjige na engleskom jeziku, a do podneva istog dana oko 3000 primjeraka.

## Prijevod
Nakon pitanja švedskog izdavača prije izlaska knjige o težini prevođenja sintagme Deathly Hallows bez čitanja knjige, Rowling je otkrila alternativni naslov koji može biti korišten kod prijevoda knjiga - Harry Potter and the Relics of Death (Harry Potter i Relikvije smrti).
Hrvatski prijevod knjige, u izdanju Algoritma, izašao je 26. listopada 2007.

## Izdanja
U Hrvatskoj postoje tri izdanja knjige.

### Algoritam
Prva dva izdanja su Algoritmova s prijevodom Zlatka Crnkovića, prvo izdanje s tvrdim uvezom izdano je 2005. godine, a do 2017. su izašla 7 izdanja, dizajn korica bio je ilustratorice Mary GrandPré.
Drugo izdanje s mekim uvezom izdano je jedanput 2014. godine s dizajnom korica ilustratora Jonnyja Duddleja.

### Mozaik knjiga
Treće i novo izdanje je od Mozaik knjige, s pretprodajomćw krenuti 14.listopada 2023.
lustrator korica je Studio La Plage koji je povodom 25. godišnjice Harryja Pottera izdao skup prvih digitalnih naslovnica koje se globalno koriste u izdanjima E-knjiga i zvučnih knjiga.